# حسين سليمان
حسين محمد سليمان عبد الحليم أحمد سليمان من مواليد قرية المشهد في الجليل الأعلى. كان رئيسًا للجنة المتابعة العليا للجماهير العربية في إسرائيل، ويعتبر من الشّخصيّات البارزة في قرية المشهد، ومن المساهمين في بناء وتطوير القرية.

## مولده ونشأته
ولد في قرية المشهد في الجليل الأعلى عام 1952، لوالدين فلاحين.

## تعليمه
تلقّى تعليمه الابتدائيّ في مدارس قريته، ثمّ التحق بالمدرسة الثّانوية العبريَّة الزّراعيّة كفار جاليم، وتخرّج منها عام 1970.

## عمله في مجال السياسة
أسّس مع عيزر فايتسمان عام 1983 حزب ياحد، وكان المرشّح السّابع في قائمة الحزب الَّذي فاز بثلاثة مقاعد في الكنيست الإسرائيلي خلال الانتخابات الّتي أجريت عام 1984.
رُشّح لانتخابات المجلس المحلّي لقرية المشهد عام 1989، وانتُخبَ بالتّناوُب رئيسًا للمجلس، ثمّ أصبح بعد انتهاء مدّة رئاسته نائبًا لرئيس المجلس حتّى عام 1992. ثُمّ أعيد انتخابه رئيسًا للمجلس مرّة ثانية عام 1993، وأشغل هذا المنصب لمدّة خمس سنوات.
انتخبه رؤساء البلديّات والمجالس المحليّة العربيّة في إسرائيل رئيسًا للجنة المتابعة العليا للجماهير العربية في إسرائيل، وبادر إلى مدّ جُسور التّفاهُم والتّواصُل مع الدّول العربية، فترأس وفود عرب إسرائيل الّتي قامت بزيارات إلى دول الخليج.
في عام 2004 انتخبتهُ رابطة القرى كفر كنا، والمشهد، وطرعان، وكفر كما والمجلس الإقليمي الجليل الأسفل مُديرًا عامًّا لرابطة القرى في الجليل الأسفل.
اعتبرت فترة رئاسته لمجلس قرية المشهد هي الأفضل وسُمّيت بالعصر الذهبي للبلدة، واليوم يوجد له معارف من كل بلاد العرب بسبب المناصب الرّفيعة الّتي أشغلها.